# Abraham Quinault-Dufresne
Abraham Quinault-Dufresne (Verdun, 9 de setembre de 1693 - París, 12 de febrer de 1767) fou un actor teatral francès.
Debutà en el teatre de la Comédie-Française de París al mateix temps que el seu germà gran Jean-Baptiste-Maurice Quinault, i després de la mort de Beaubourg els dos germans es repartiren els principals papers còmics, però Abraham també excel·lí en la tragèdia. Declamava amb molt d'art, restablint la bona època de declamació que havia desaparegut amb Baron. Desenvolupà molts papers en les obres de Voltaire, que l'immortalitzà; per a ell va compondre Destousion el paper de Tufière del Glorieux, i Piron li confià l'èxit del seu Métromanie. però totes les seves belles qualitats foren contrarestades per la seva gran vanitat i fatuïtat insuportables, que li valgueren un empresonament a Fort-l'Évêque. Arribà ser degà de la Comédie-Française, la qual li atorgà una pensió de 1.000 lliures en retirar-se el 1741. Lluís XV li donà una pensió igual.
Entre les seves creacions principals figuren: l'Aman, dEsther: Zamora, dAlzire; Tito, de Brutus; Orosmanes, de Zaira, etc.
Hi havia tota una nissaga Quinault; a més de d'Jean-Baptiste-Maurice, i la seva esposa Catherine-Jeanne Dupré, va tenir tres germanes que també foren molt bones actrius; Françoise; Marie-Anne-Catherine i Jeanne.